# Oleg Fistican
Oleg Fistican (ur. 1 lutego 1975 w Kiszyniowie) – mołdawski piłkarz występujący na pozycji obrońcy. Trener piłkarski.

## Kariera klubowa
Fistican karierę rozpoczynał w 1992 roku w zespole Codru Călărași, grającym w pierwszej lidze mołdawskiej. W 1995 roku przeszedł do Zimbru Kiszyniów. Z zespołem tym pięć razy zdobył mistrzostwo Mołdawii (1995, 1996, 1998, 1999, 2000), a także dwa razy Puchar Mołdawii (1997, 1998). W Zimbru występował do 2000 roku. W 2001 roku został zawodnikiem klubu Agro Kiszyniów, w którym spędził dwa sezony.
Następnie Fistican grał w Nistru Otaci, a w 2004 roku przeniósł się do kazachskiego Okżetpesu Kokczetaw, grającego w pierwszej lidze. Jego barwy reprezentował przez cztery sezony, a w 2008 roku odszedł do drugoligowego Tarazu, w którym spędził sezon 2008.
Potem Fistican wrócił do Mołdawii, gdzie grał w drużynie Iscra-Stali Rybnica. W sezonie 2009/2010 wywalczył z nią wicemistrzostwo Mołdawii, po czym zakończył karierę.

## Kariera reprezentacyjna
W reprezentacji Mołdawii Fistican zadebiutował 26 kwietnia 1995 w przegranym 0:3 meczu eliminacji Mistrzostw Europy 1996 z Bułgarią. W latach 1995–2000 w drużynie narodowej rozegrał 27 spotkań.